# O-klorobenziliden malonitril
O-klorobenziliden malonitril (molekuska formula: O2NC6H4CH2Cl) je cianoogljikova spojina, ki se uporablja kot dražljiva snov v solzivcu tipa CS. Pri standardnih pogojih je to trdna snov bele barve z vonjem po popru, zato ga je treba za uporabo pretvoriti v aerosol – z mletjem v fin prah, taljenjem ali raztopitvijo v hlapnem organskem topilu (na primer diklorometanu).
Strupenost CS je zelo majhna, srednji smrtni odmerek LCt50 znaša 61.000 mg×min/m3, vendar pa je močno dražeč. Deluje izredno hitro in tudi pri majhnih koncentracijah. Človeka onesposobi v 20-60 sekundah, to stanje pa traja še 5-10 minut po temu, ko je izpostavljena oseba izven kontaminiranega območja. CS pri izpostavljenih osebah povzroča skrajno žgoč občutek v očeh, močno solzenje, kašljanje, oteženo dihanje, stiskanje v pljučih, refleksno zapiranje oči, vrtoglavico in močno iztekanje sluzi skozi nos.